# Calytrix glutinosa
Calytrix glutinosa är en myrtenväxtart som beskrevs av John Lindley. Calytrix glutinosa ingår i släktet Calytrix och familjen myrtenväxter. Inga underarter finns listade i Catalogue of Life.